# Jan Wodarz
Jan Wodarz (ur. 3 marca 1881 w Fałkowicach pod Opolem, zm. 19 listopada 1961 w Krasowach) – ksiądz katolicki, działacz społeczny, duszpasterz głuchoniemych.
Uczęszczał do gimnazjum w Nysie, gdzie w 1902 roku zdał egzamin dojrzałości. W tym samym roku rozpoczął studia na Wydziale Teologicznym Uniwersytetu Wrocławskiego. Święcenia kapłańskie przyjął 23 czerwca 1906 we Wrocławiu. W latach 1907–1918 pełnił posługę duszpasterską w parafii św. Szczepana w Bogucicach. W 1909 zainicjował tam nabożeństwa dla głuchoniemych z Katowic i okolicy. Języka migowego nauczył się od swego głuchoniemego wuja – Józefa Czecha. Nabożeństwa dla głuchoniemych odbywały się w kaplicy sióstr Jadwiżanek w Bogucicach. Od 1919 roku ks. Jan Wodarz nadzorował budowę parafii św. Józefa w Krasowach, którą erygowano 1 sierpnia 1925. Ks. Jan Wodarz został jej proboszczem i pełnił swoją posługę aż do śmierci. W 1943 roku został mianowany dziekanem dekanatu mysłowickiego, pełnił tę funkcję do 3 kwietnia 1957, kiedy to został zwolniony z obowiązków dziekana przy jednoczesnym mianowaniu dziekanem honorowym. Z okazji 30-lecia duszpasterzowania w Krasowach został 27 października 1948 mianowany Radcą Duchownym. W uznaniu zasług odznaczony Złotym Krzyżem Pro Ecclesia et Pontifice.